# Ville (langue française)
Pour les articles homonymes, voir Ville (homonymie).
Ville (prononcé en français : [vil]) est un mot de langue française désignant actuellement une entité urbaine, mais le sens initial de vile, ville était au Moyen Âge celui de « ferme », puis de « village ».
L'appellatif toponymique postposé -ville est utilisé couramment dans le nom des localités françaises, francophones et anglophones, notamment pour désigner villages et villes. On trouve aussi l'appellatif préposé  Ville-.

## Étymologie
Ce mot est issu du gallo-roman VILLA, villa rustica en latin.

### Termes dérivés
- Village — un autre mot en français utilisé pour une zone peuplée plus grande qu'un hameau mais plus petite qu'une ville.
- vilain — serf féodal, cultivateur paysan sujet d'un seigneur.
- Hooverville — une zone de bidonville aux États-Unis où des personnes sans abris vivaient pendant la Grande Dépression.

## Utilisations et usages

### En Belgique
En Belgique, une ville est une commune portant un titre honorifique décerné par arrêté royal (acte exécutif) ou loi (acte législatif) ou, depuis le transfert de compétences des matières communales vers les régions, par voie de décret (acte législatif).

### Utilisation de-villeen France et en Angleterre

Communes de France se terminant par -ville.

- En France, après le 6e siècle, spécialement dans le Nord, d'abord dans toute la Normandie (20 % des communes finissent par -ville), la Beauce et la partie du duché de Lorraine de langue romane. Dans le Sud-Est, ils sont exceptionnels et plus récents. Dans le Sud-Ouest, -ville est très souvent une traduction de l'occitan -viala (gascon -viela), quelquefois mal gallicisé en -vielle (variante -fielle). Ils sont presque tous combinés avec le nom du propriétaire. Exemple : Colleville en Normandie, avec l'élément Colle- qui représente le nom de personne vieux danois Koli. Le plus vieil exemple attesté d'un nom de lieu terminé par -ville en Normandie est Bourville (mentionné sous la forme latinisée Bodardi villa en 715)[1]. Une étude indique qu'il y a seulement 1 068 communes avec -ville parmi les 36 591 communes en France (si on exclut les variantes -viale, -viel[l]e, -fielle du Sud-Est), mais 460 des 1 068 communes sont localisées en Normandie (plus d'1/3) pour un nombre total de 3 332 communes en Normandie (36 591 en France)[2].
- En Angleterre, après la conquête normande de 1066. Il y a quelquefois dans des villes des noms de familles venues de Normandie, tels que Carville dans le Yorkshire ou Dunstanville dans le Kent (cf. Dénestanville en Normandie, Dunestanvilla au 11e siècle[1]).

### En Afrique
- Plus de soixante ans après l'indépendance, la capitale du Congo s'appelle toujours Brazzaville ;
- Au Congo belge, de nombreuses villes, rebaptisées depuis lors, portaient des noms en -ville :
  - Léopoldville, ancien nom de Kinshasa ;
  - Élisabethville, ancien nom de Lubumbashi ;
  - Albertville, ancien nom de Kalemie ;
  - Stanleyville, ancien nom de Kisangani ;
  - Thysville, ancien nom de Mbanza-Ngungu ;
  - Coquilhatville, ancien nom de Mbandaka ;
  - Jadotville, ancien nom de Likasi ;
  - Etc.

## Localités notables dont le nom commence ou se termine par-ville

### France
- Abbeville • Abbéville-la-Rivière • Abbéville-lès-Conflans • Acqueville • Aigleville • Aigneville • Aignerville • Albertville • Alfortville • Allainville • Amfreville • Anctoville • Angerville • Anglesqueville • Annoville • Appeville • Arville • Auquainville •
- Bacqueville • Barjouville • Barneville • Barville • Belleville • Bérengeville • Bernienville • Bernouville • Berthouville • Berville • Beuzeville • Biéville • Blacarville • Blonville • Bonneville • Boulleville • Bourgeauville • Bournainville • Bourneville • Bourville • Branville • Bréville • Bretteville • Bricqueville • Brosville •
- Calleville • Canapville • Canappeville • Cardonville • Carville • Cauverville • Cauville • Cesseville • Charleville • Chicheboville • Claville • Cléville • Colleville • Conteville • Corneville-la-Fouquetière • Corneville-sur-Risle • Cossesseville • Crasville • Cressenville • Cricqueville-en-Auge • Cuverville •
- Damblainville • Damville • Deauville • Decazeville • Démouville • Doudeauville • Douville • Duranville •
- Écardenville-la-Campagne • Écardenville-sur-Eure • Écauville • Émalleville • Émanville • Émiéville • Épreville • Englesqueville • Éraville • Équemauville • Escoville • Éterville • Étréville •
- Fatouville • Fauville • Fermanville • Fierville • Flamanville • Folleville • Fort-Moville • Foucrainville • Fouqueville • Fourneville • Franqueville • Fréminville • Fresneville • Fréville •
- Garcelles-Secqueville • Gaudreville • Gauville • Genneville • Guenouville • Guichainville • Giberville • Glanville • Gonneville • Goustranville • Grainville • Granville • Grandville • Grentheville • Graimbouville •
- Hacqueville • Hauville • Hecmanville • Hermanville • Hérouville • Herqueville • Heudebouville • Heudreville-en-Lieuvin • Heudreville-sur-Eure • Heuqueville • Hondouville • Houetteville • Houville-en-Vexin • Houville-la-Branche •
- Igoville • Illeville-sur-Montfort • Incarville • Irreville • Iville • Janville •
- Lamberville • La Neuville • Laneuville • La Trinité-de-Thouberville • Longueville • Louville-la-Chenard • Lunéville •
- Mainneville • Malleville-les-Grès • Malleville-sur-le-Bec • Mandeville • Manneville • Martainville • Marville • Melleville • Merville • Mognéville • Moisville • Mondeville • Mondrainville • Montville • Montfarville • Monfréville • Morainville • Muneville-le-Bingard • Muneville-sur-Mer •
- Neuville • Nonville • Normanville •
- Osmanville • Ouarville •
- Parville • Pertheville • Petiville • Picauville • Pinterville • Plainville • Prêtreville •
- Quéville • Querville • Quetteville •
- Ranville • Renneville • Richeville • Rocheville •
- Sacquenville • Saint-Ouen-de-Thouberville • Saint-Sulpice-de-Grimbouville • Saint-Victor-de-Chrétienville • Sannerville • Sartrouville • Secqueville-en-Bessin • Surtauville • Surville •
- Tancarville • Thenouville • Thiberville • Thibouville • Thierville • Thiéville • Tierceville • Tocqueville • Touffreville • Touffréville • Tourgéville • Tourneville • Tourville • Toutainville • Touville • Tréville • Triqueville • Troisvilles ha Trois-Villes • Trouville •
- Urville •
- Varaville • Vatteville • Vauville • Versainville • Vierville • Villebon • Villecerf • Villecresnes • Villedieu • Villefort • Villefranche • Villefranque • Villejuif • Villejust • Villemaréchal • Villemer • Villemomble • Villeneuve • Villennes • Villeparisis • Villepinte • Viller • Villers • Villerville • Villette •

### Canada
- Abbeville •
- Belleville • Blainville • Brockville • Brownsville •
- Chesterville •
- Drummondville •
- Hérouxville •
- Louiseville •
- Napierville • Parksville •
- Victoriaville •  Ville-Marie • Villeroy •
- Waterville • Wolfville •

### Villes notables en-villeaux États-Unis
- Abbeville (Louisiane)
- Nashville
- Knoxville (Tennessee)
- Clarksville (Tennessee)
- Pflugerville (Texas)
- Bentonville
- Charlottesville
- Asheville
- Jacksonville (Caroline du Nord)
- Fayetteville (Caroline du Nord)
- Greenville (Caroline du Sud)
- Bennettsville
- Evansville
- Fortville (Indiana)
- McCordsville (Indiana)
- Naperville
- Louisville (Kentucky)
- Huntsville (Alabama)
- Gainesville (Floride)
- Jacksonville (Floride)
- Danville (Californie)
- Pleasantville, dans 11 États des États-Unis et dans deux Provinces du Canada
- Steubenville

## -villedans la culture populaire
- Amityville : La Maison du diable, film d'horreur notable
- Pleasantville, film fantastique
- Smallville
- FarmVille
- Dogville
- Psychoville
- Danville